# ウィリアムズ FJ33

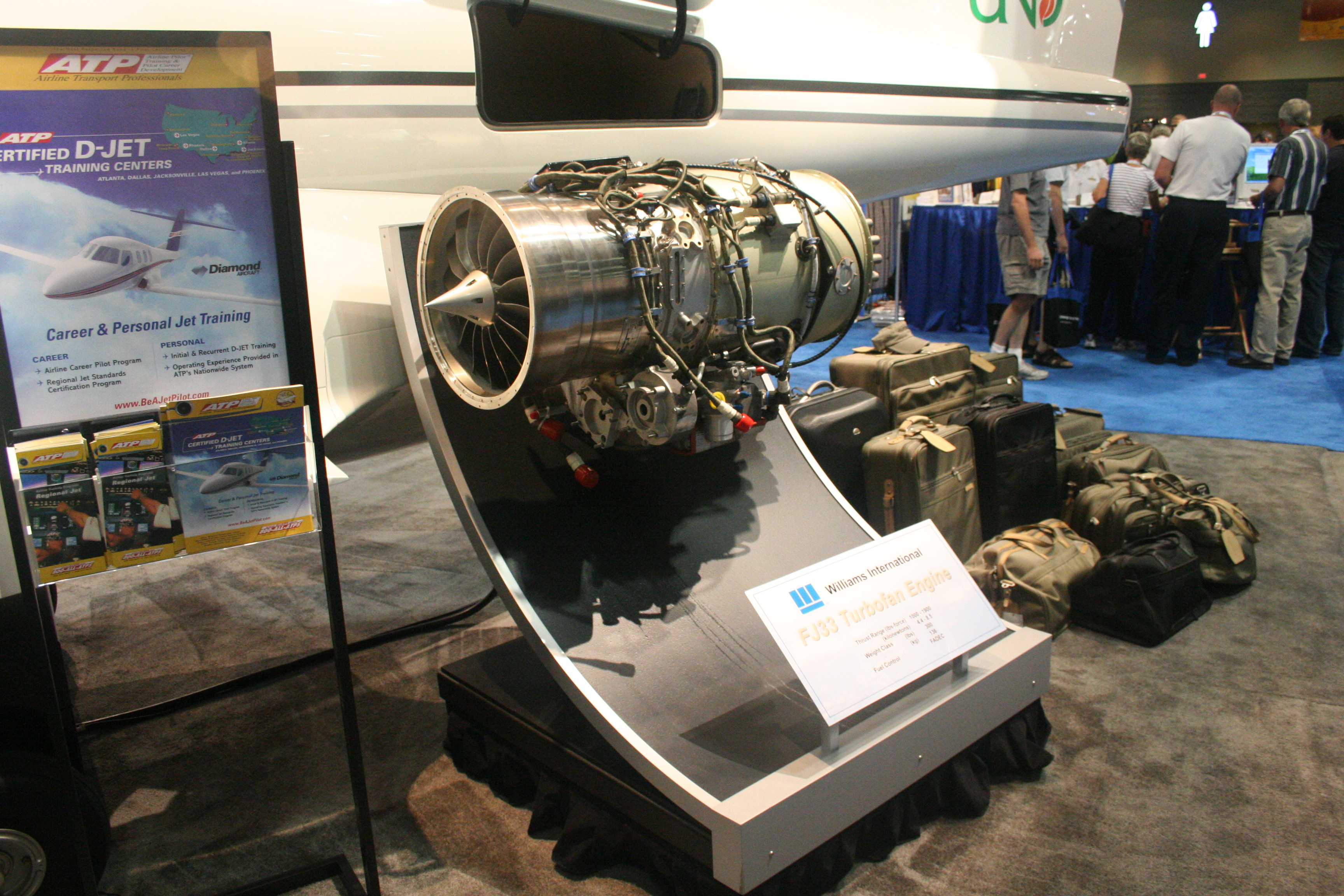
ウィリアムズ インターナショナル FJ33

ウィリアムズ FJ33エンジンはウィリアムズ・インターナショナルによって開発、生産され、多くの超軽量ジェット機に搭載されているターボファンエンジンである。FJ33はFJ44の小型軽量化バージョンである。
エンジンの形態は、単段のファン・軸流式の2段の低圧タービン段で駆動される圧縮器・単段の高圧タービンで駆動される遠心式高圧圧縮機により構成されていると思われる。アニュラー式の燃焼室が採用されている。
FJ33は乾燥重量が300 lb (140 kg)以下、最外径は21.05インチ、全長は47.9インチである。静止推力は1000～ 1800lbfである。 仕様によれば、燃料消費率は、1200lbf推力発生時において、平均海水面レベルの国際標準大気の条件で、0.486 lb/h/lbf.である。

## FJ33 種類
| FJ33 の主要な事項                | FJ33 の主要な事項 | FJ33 の主要な事項 | FJ33 の主要な事項 | FJ33 の主要な事項 | FJ33 の主要な事項 | FJ33 の主要な事項 | FJ33 の主要な事項 | FJ33 の主要な事項 |
| 項目                             | FJ33-1            | FJ33-2            | FJ33-3            | FJ33-4-A11        | FJ33-4            | FJ33-4-17M        | FJ33-4-18M        | FJ33-4A-19        |
| -------------------------------- | ----------------- | ----------------- | ----------------- | ----------------- | ----------------- | ----------------- | ----------------- | ----------------- |
| 静止推力 (lbf)                   | 1,200             | 1,300             | 1,400             | 1,100             | 1,500             | 1,700             | 1,800             | 1,900             |
| 燃料消費率 (lb/(h·lbf)) SLS, ISA | 0.486             | ?                 | ?                 | ?                 | ?                 | ?                 | ?                 | ?                 |
| バイパス比                       | 3.28              | ?                 | ?                 | 3.4               | ?                 | ?                 | ?                 | ?                 |
| 乾燥質量 (lb)                    | <300              | <300              | <300              | <300              | <300              | >310              | >310              | <300              |
| 全長 (in)                        | 47.9              | 47.9              | 47.9              | 47.9              | 47.9              | 47.9              | 47.9              | ?                 |
| ファン直径(in)                   | 17.3              | 17.3              | 17.3              | 17.3              | 17.3              | 17.3              | 17.3              | ?                 |

-1, -2 , -3 と-4-A11 は実質的に-4の低出力型である。

## FJ33 搭載機
FJ33は多くの航空機に搭載されている。
1. en:Adam A700：2× ウィリアムズ FJ33（2008年2月、会社は破産）
2. ATG ジャベリン Mk 10：2× ウィリアムズ FJ33-4-17M 1700lbf 静止推力（資金不足のため計画は中止された）
3. ATG ジャベリン Mk 20 練習機：2× ウィリアムズ FJ33-4-18M 1800lbf 静止推力（資金不足のため計画中止）
4. ダイアモンド D-Jet：単発 FJ33-4 1400 lbf 静止推力, flat-rated to ISA+7.2C（制式化されず）
5. Excel Sport Jet：単発 FJ33-4（事故で計画中止）
6. Maverick LEADER Jet：双発 FJ33-4-A11 1100 lbf 静止推力（制式化されず）
7. スペクトラム S-33 インディペンデンス：2× Williams FJ33-4A-19（開発中）
8. TAM-AIR Epic Jet：2× ウィリアムズ FJ33-4（Epic Eliteは2007年6月7日初飛行）
9. Epic Victory（量産時にはプラット・アンド・ホイットニー・カナダ PW600エンジンに変更予定）
10. TAMJet
11. Safire Jet：双発 FJ33-4-A11 1100 lbf 静止推力（計画中止）
12. シーラス Vision SF50 (Vision Jet) FJ33-5A ～1800lbs.（2016年10月にFAAの型式証明を取得）